# Raphael Herburger
Raphael Herburger (* 2. Januar 1989 in Dornbirn, Vorarlberg) ist ein österreichischer Eishockeyspieler, der seit der Saison 2023/24 erneut beim EC KAC aus der ICE Hockey League unter Vertrag steht.

## Karriere
Herburger begann seine Karriere bei den diversen Nachwuchsmannschaften des Nationalliga-Teilnehmers EC Dornbirn und erspielte sich schnell einen Stammplatz in der Kampfmannschaft. In der Spielzeit 2007/08 war er mit insgesamt 60 erzielten Punkten der erfolgreichste österreichische Spieler der Liga. In der folgenden Saison unterzeichnete er einen Vertrag beim EC KAC und debütierte so in der höchsten nationalen Spielklasse. Nach einer erfolgreichen Premierensaison, in der er mit dem Club den Meistertitel holen konnte, führte in der Saison 2009/10 eine übergangene Grippe dazu, dass Herburger die Saison mit einer Herzmuskelentzündung vorzeitig beenden musste.
2013 gewann er mit den Klagenfurtern eine weitere Meisterschaft und wechselte nach diesem Erfolg in die Schweizer National League A zum EHC Biel, bei dem er einen Zweijahresvertrag erhielt. Aufgrund einer Schweizer Lizenz aus der Jugendzeit belastete er das Ausländerkontingent der Bieler nicht. Herburger blieb letztlich bis zum Ende der Saison 2015/16 in Biel und kehrte dann nach Österreich zurück. Anfang Mai 2016 unterschrieb er einen Vertrag beim EC Red Bull Salzburg.

### International
Auch bei internationalen Vergleichen konnte Herburger bereits Erfolge erzielen. Er nahm mit dem österreichischen Nachwuchs an den U18-Weltmeisterschaften 2006 und 2007 und den U20-Weltmeisterschaften 2008 und 2009 jeweils in der Division I teil. Mit der Nationalmannschaft der U20-Altersklasse gelang ihm dabei 2009 der Sieg in der Division I und damit der Aufstieg in die Top-Division. Herburger steuerte sechs Assists zu dem Erfolg bei und war damit der beste Vorlagengeber des Turniers.
Sein Debüt in der Herren-Auswahl des Alpenlandes gab er am 6. November 2008 beim 3:2-Erfolg gegen Frankreich in Oslo. Er spielte mit der Mannschaft bei den Weltmeisterschaften der Division I 2012 und 2016 sowie bei den Turnieren der Top-Division 2013 und 2015. Zudem vertrat er seine Farben bei den Olympischen Winterspielen 2014 in Sotschi und beim Olympiaqualifikationsturnier für die Winterspiele 2018 in Pyeongchang.

## Erfolge und Auszeichnungen
- 2006 Nationalliga-Meister mit dem EC Dornbirn
- 2009 Meister der österreichischen U20-Liga mit dem EC KAC
- 2009 Österreichischer Meister mit dem EC KAC
- 2013 Österreichischer Meister mit dem EC KAC

### International
- 2009 Aufstieg in die Top-Division bei der U20-Junioren-Weltmeisterschaft der Division I, Gruppe B
- 2009 Bester Vorlagengeber der U20-Junioren-Weltmeisterschaft der Division I, Gruppe B
- 2012 Aufstieg in die Top-Division bei der Weltmeisterschaft der Division I, Gruppe A

## Karrierestatistik

### International
(Legende zur Spielerstatistik: Sp oder GP = absolvierte Spiele; T oder G = erzielte Tore; V oder A = erzielte Assists; Pkt oder Pts = erzielte Scorerpunkte; SM oder PIM = erhaltene Strafminuten; +/− = Plus/Minus-Bilanz; PP = erzielte Überzahltore; SH = erzielte Unterzahltore; GW = erzielte Siegtore; 1 Play-downs/Relegation; Kursiv: Statistik nicht vollständig)